# Općinska nogometna liga Daruvar 1975./76.
Općinska nogometna liga Daruvar je bila liga šestog stupnja nogometnog prvenstva Jugoslavije u sezoni 1975./76. 

Sudjelovalo je 12 klubova, a prvak je bio klub "Sokol" iz Sokolovca. 

## Sustav natjecanja
12 klubova je igralo dvokružnu ligu (22 kola). 

## Ljestvica
| mj. | klub                         | ut. | pob | ner | por | gol+ | gol- | bod |
| --- | ---------------------------- | --- | --- | --- | --- | ---- | ---- | --- |
| 1.  | Sokol Sokolovac              | 22  | 15  | 2   | 5   | 78   | 39   | 32  |
| 2.  | Dalit Daruvar                | 22  | 16  | 0   | 6   | 67   | 47   | 32  |
| 3.  | Jedinstvo Miokovićevo        | 22  | 12  | 4   | 6   | 91   | 45   | 28  |
| 4.  | Dinamo Badljevina            | 22  | 13  | 2   | 7   | 71   | 60   | 28  |
| 5.  | Slavonija Prekopakra         | 22  | 12  | 3   | 7   | 72   | 54   | 27  |
| 6.  | Radnik Sirač                 | 22  | 11  | 4   | 7   | 52   | 47   | 26  |
| 7.  | PIK Ilova Blagorodovac       | 22  | 11  | 3   | 8   | 85   | 55   | 25  |
| 8.  | Mladost Kusonje              | 22  | 8   | 4   | 10  | 53   | 55   | 20  |
| 9.  | Naša krila Mala Maslenjača   | 22  | 5   | 3   | 14  | 47   | 90   | 13  |
| 10. | Mladost Daruvarski Brestovac | 22  | 5   | 3   | 14  | 33   | 74   | 13  |
| 11. | Partizan Veliki Bastaji      | 22  | 4   | 2   | 16  | 47   | 79   | 10  |
| 12. | Omladinac Ivanovo Polje      | 22  | 3   | 4   | 15  | 43   | 94   | 10  |

- "Sokol" Sokolovac – prvak zbog bolje gol-razlike
- Miokovićevo – tadašnji naziv za Đulovac
- Maslenjača, odnosno Mala Maslenjača – tada samostalno naselje, od 2001. dio naselja Maslenjača
- Daruvarski Brestovac – također iskazan kao Brestovac Daruvarski, skraženo Brestovac

## Rezultatska križaljka
| kratica | klub                         | DAL | DIN | JED | MLADB | MLAK | NAŠK | OML | PAR | PIKI | RAD | SLA | SOK |
| --- | ---------------------------- | --- | --- | --- | ----- | ---- | ---- | --- | --- | ---- | --- | --- | --- |
| DAL | Dalit Daruvar                |     |     |     |       |      |      |     |     |      |     |     |     |
| DIN | Dinamo Badljevina            |     |     |     |       |      |      |     |     |      |     |     |     |
| JED | Jedinstvo Miokovićevo        |     |     |     |       |      |      |     |     |      |     |     |     |
| MLADB | Mladost Daruvarski Brestovac |     |     |     |       |      |      |     |     |      |     |     |     |
| MLAK | Mladost Kusonje              |     |     |     |       |      |      |     |     |      |     |     |     |
| NAŠK | Naša krila Maslenjača        |     |     |     |       |      |      |     |     |      |     |     |     |
| OML | Omladinac Ivanovo Polje      |     |     |     |       |      |      |     |     |      |     |     |     |
| PAR | Partizan Veliki Bastaji      |     |     |     |       |      |      |     |     |      |     |     |     |
| PIKI | PIK Ilova Blagorodovac       |     |     |     |       |      |      |     |     |      |     |     |     |
| RAD | Radnik Sirač                 |     |     |     |       |      |      |     |     |      |     |     |     |
| SLA | Slavonija Prekopakra         |     |     |     |       |      |      |     |     |      |     |     |     |
| SOK | Sokol Sokolovac              |     |     |     |       |      |      |     |     |      |     |     |     |
| |                              |     |     |     |       |      |      |     |     |      |     |     |     |
| podebljan rezultat - utakmice od 1. do 11. kola (1. utakmica između klubova) rezultat normalne debljine - utakmice od 12. do 22. kola (2. utakmica između klubova) rezultat nakošen - nije vidljiv redoslijed odigravanja međusobnih utakmica iz dostupnih izvora rezultat smanjen * - iz dostupnih izvora nije uočljiv domaćin susreta prekrižen rezultat - poništena ili brisana utakmica p - utakmica prekinuta 3:0 p.f. / 0:3 p.f. - rezultat 3:0 bez borbe n.i. - nije igrano |                              |     |     |     |       |      |      |     |     |      |     |     |     |

 Izvori: